# Посвятовская, Халина
Хали́на Посвято́вская (пол. Halina Poświatowska) (9 мая 1935, Ченстохова, Польша — 11 ноября 1967, Варшава, Польша) — польская поэтесса.

## Биография
Халина Посвятовская (урождённая Мыга) родилась 9 мая 1935 в городе Ченстохова, духовном центре Польши.
Из-за тяжёлого порока сердца большую часть своей жизни провела в больницах и санаториях, где познакомилась со своим будущем мужем Адольфом Рихардом Посвятовским, который также был тяжело болен. Молодые люди поженились в Ченстохове 20 апреля 1954 г. После двух лет брака, в возрасте 21 года, Халина стала вдовой. В 1958 г. Посвятовска перенесла сложную операцию на сердце в США. После возвращения в Польшу окончила философский факультет Ягеллонского университета в Кракове. С этим городом связаны последние годы жизни поэтессы, в это время она преподавала в университете. В 1967 состояние её здоровья резко ухудшилось, и было принято решение об ещё одной операции на сердце, через восемь дней после которой, 8 ноября, она скончалась. Могила поэтессы и её мужа находится на кладбище св. Роха в Ченстохове.

## Творчество
Дебютировала циклом стихотворений в «Ченстоховской Газете». Первооткрывателем её поэзии считается Тадеуш Герымски, который признался позже в статье «Прощание поэтессы» в этой же газете, что сделал это больше из жалости, не оценивая её поэзию высоко.
Первый сборник стихотворений «Гимн идолопоклонничеству» (1958) был опубликован годом позже и получил положительные отзывы поэтов и критиков. Затем появилось ещё три сборника: «Сегодняшний день» (1963), «Ода рукам» (1966) и «Ещё одно воспоминание» (1967). После смерти поэтессы было найдено много неизданных стихотворений. Посмертно была опубликована автобиографическая повесть «Рассказ для друга».
Главные мотивы творчества Посвятовской — переплетающиеся любовь и смерть. Сознавая свою уязвимость, Посвятовска не раз высказывается против неумолимого рока. Она сокрушается по поводу несовершенства человеческого тела, но в то же время способна насладиться каждым моментом уходящей жизни. В своих произведениях она касается женственности, пишет о себе и других женщинах, женщинах — героинях. Поэзия Халины Посвятовской — это учение о человеческой натуре, о женщине, жаждущей любви и осознающей свою близкую кончину.

Умрёт ли мир немного,
Когда я умру?
Гляжу:
Закутан в лисий воротник,
Шагает мир.
Никогда не думала,
Что я ворсинка в его мехах.
Я всегда была здесь,
А он — там.

Но всё же
Приятно подумать,
Что мир немного умрёт,
Когда я умру.— Халина Посвятовская, перевод с польского Надежды Никитиной

## Память
- с 1974 года в Ченстохове проводится ежегодный литературный конкурс имени Халины Посвятовской
- в Ченстохове на аллее Пресвятой Девы Марии вблизи ратушной площади в 2007 году установлена мемориальная скамейка Халины Посвятовской[пол.]. Памятник представляет собой саму Галину, сидящую на лавочке, у её ног сидит кошка.[2]
- 9 мая 2007 г. в её доме в Ченстохове на ул. Ясногорской 23 был открыт Дом Поэзии — музей Халины Посвятовской

## Публикации на русском языке
- (Стихи) Пер. Н.Астафьевой/Современная польская поэзия. М.: Прогресс 1971, с.210-212
- Халина Посвятовская. Стихи. Пер.с польск. и вступл. Н.Астафьевой /Иностранная литература 1972 № 4 с.165-173
- Халина Посвятовская (Стихи) Пер. и предисл. Н.Астафьевой / Весь свет. М.1976 с.129-137
- (Стихи) Пер. Н.Астафьевой/Из современной польской поэзии. Гроховяк. Харасымович. Посвятовская. Гжещак. М.: Прогресс, 1979 с.163-208
- Н.Астафьева, В.Британишский. Польские поэты XX века. Антология. т. II, СПб : Алетейя 2000 с.283-308
- Н.Астафьева Польские поэтессы. Антология СПб : Алетейя 2002 с.430-483